# Jack Kirby
Jack Kirby (New York, 28 augustus 1917 – Thousand Oaks (Californië), 6 februari 1994) was een Amerikaanse stripauteur, een van de invloedrijkste in de Verenigde Staten. Hij werkte voor onder andere Amerika’s twee grootste comicproducenten, Marvel Comics en DC Comics. Zijn bijnaam in de stripwereld is The King.

## Biografie

### Jonge jaren
Kirby werd geboren als Jacob Kurtzberg. Zijn ouders waren van Oostenrijkse afkomst. Kirby’s vader was een conservatieve Jood en stuurde hem dan ook naar een Hebreeuwse school. In zijn jeugd raakte Kirby vaak betrokken bij jeugdbendes. Deze ervaringen vormden de basis van veel strips die hij later tekende (voorbeeld: het personage Benn Grimm was betrokken bij straatbendes. Bovendien heeft Ben dezelfde naam als Kirby’s vader, Benjamin). Kirby werd op zijn veertiende toegelaten op het Pratt Instituut in Brooklyn, maar verliet dat na een week.

### De Golden Age van de strips
Kirby kwam in 1936 te werken bij het Lincoln-krantensyndicaat, waar hij meewerkte aan de strips die in de krant verschenen, zoals Your Health Comes First. Hij bleef hier tot 1939, waarna hij ging werken voor tekenfilmproducent Fleischer Studios.
Rond dezelfde tijd kwam Kirby in contact met de eerste stripboeken. In het begin waren dit nog herdrukken van de strips die eerder in de krant waren verschenen, maar al snel werden hier nog niet eerder gedrukte strips aan toegevoegd. Kirby begon te werken als schrijver en tekenaar voor de stripboekuitgever Eisner & Iger. Via deze uitgever deed Kirby wat naar eigen zeggen zijn eerste stripboekwerk was.
Kirby ging door met dit werk en werd aangenomen door stripboek- en krantenuitgever Fox Feature Syndicate. Hij waagde zich toen ook aan de eerste superheldenstrips.

### Kirby & Simon
Gedurende deze tijd leerde Kirby striptekenaar Joe Simon kennen en vormden de twee een duo. Ze werkten daarna nog twintig jaar samen. Ze verlieten samen Fox en kwamen terecht bij Timely Comics (het latere Marvel Comics). Hier bedachten ze samen de patriottische superheld Captain America. Hun unieke schrijf- en tekenstijl maakten de strip meteen tot een succes en zette een nieuwe standaard voor hoe strips getekend moesten worden. Simon en Kirby brachten rond dezelfde tijd ook de eerste complete strip over Captain Marvel uit voor Fawcett Comics.
Captain America was het eerste van een groot aantal populaire personages die het duo zou bedenken. De namen Simon & Kirby werden onlosmakelijk verbonden met superheldenstrips. Een financiële onenigheid met Goodman maakte dat de twee overliepen naar National Comics, een van de voorlopers van DC Comics. Hier scoorden ze hun volgende hit met de "kid gang-teams", de Boy Commandos en de Newsboy Legion.
Kirby trouwde op 23 mei 1942 met Rosalind “Roz” Goldstein (25 september 1922 – 22 december 1998). Samen kregen ze vier kinderen: Susan, Neal, Barbara en Lisa. Datzelfde jaar liet hij zijn naam veranderen van Jacob Kurtzberg naar Jack Kirby. Kirby werd opgeroepen voor dienstplicht in 1943 en vocht als soldaat in de Tweede Wereldoorlog.
Na de Tweede Wereldoorlog nam de populariteit van de superheldenstrips af, waarna Kirby en zijn partner een ander genre verhalen begonnen te produceren. De samenwerking tussen Kirby en Simon eindigde in 1955 toen een van hun eigen stripuitgeverijen Mainline Publications faalde. Kirby bleef freelance werken.
Kirby werkte een tijdje voor DC Comics' voorganger National Comics, samen met schrijvers Dick Wood en Dave Wood. Hij vertrok hier weer na een discussie met redacteur Jack Schiff

### Stan Lee en Marvel Comics
Kirby ging werken voor Marvel Comics toen dit bedrijf net ontstond uit Atlas Comics. Hier schreef hij strips met uiteenlopende thema’s (western, spionage enz.). Hij maakte zichzelf vooral bekend met een serie monster-, horror-, en sciencefictionverhalen voor de stripseries Amazing Adventures, Strange Tales, Tales to Astonish en Tales of Suspense. Zijn bizarre, krachtige en onaardse personages bleken zeer populair bij het grote publiek. Samen met Stan Lee stortte Kirby zich weer op superheldenstrips, beginnend met de Fantastic Four.
Kirby leverde bijna tien jaar de vaste tekenstijl en ontwerpen voor veel van Marvels personages. Enkele beroemde personages die hij heeft helpen bedenken zijn Thor, de Hulk, Iron Man, de originele X-Men, de Silver Surfer, Dr. Doom, Galactus, Uatuu, Magneto, Ego the Living Planet, de Inhumans en hun verborgen stad Attilan, en de Black Panther.
Kirby bleef lange tijd actief bij Marvel en experimenteerde met nieuwe tekentechnieken. In 1970 verliet Kirby Marvel Comics en ging hij werken voor DC Comics.

### Latere carrière
Bij DC Comics kreeg Kirby een contract dat hem volledige creatieve controle gaf als schrijver en tekenaar. Hij werkte mee aan nieuwe titels van de New Gods, Mister Miracle, en The Forever People. Verder werkte hij mee aan de Superman-titel Superman's Pal Jimmy Olsen, waar hij op verzoek van de uitgever aan werkte.
Kirby keerde daarna terug bij Marvel Comics waar hij meewerkte aan nieuwe Captain America-strips, en de nieuwe stripserie Eternals bedacht. In deze stripserie bedacht hij ook het buitenaardse ras de Celestials, die verantwoordelijk zouden zijn voor het ontstaan van supermensen in het Marvel Universum.
Hoewel ze artistiek succesvol waren, spraken de nieuwe strips het publiek minder aan dan Kirby’s oude werk. Kirby was ook ontevreden over hoe hij werd behandeld bij Marvel. Daarom verliet hij het bedrijf weer om in de animatie te gaan werken. Zo werkte hij mee aan de series Turbo Teen en Thundarr the Barbarian. Hij hielp ook mee met de Fantastic Four-animatieserie, waarbij hij weer samenwerkte met Stan Lee.
Kirby stierf op 6 februari 1994. In de stripwereld geldt hij nog steeds als een van de meest invloedrijke tekenaars/schrijvers. Zijn werk staat vooral bekend om de dynamische energie en de lichaamstaal van de personages.

## Prijzen
Kirby kreeg een hoop erkenning voor zijn werk in de strips. In 1967 ontving hij de Alley Award voor beste tekenaar en in 1968 werd hij in dezelfde categorie tweede.
Kirby won in 1971 een Shazam Award voor Special Achievement by an Individual. De prijs dankte hij vooral aan zijn Fourth World-serie in Forever People, New Gods, Mister Miracle en Superman's Pal Jimmy Olsen. Hij werd in 1974 opgenomen in de Shazam Awards Hall of Fame.
Zowel de Kirby Award als de Jack Kirby Hall of Fame zijn naar hem vernoemd.
In 1987 werd Kirby opgenomen in de De Will Eisner Award Hall of Fame.
In 1998 won Kirby’s strip New Gods de Eisner Award in de categorie 'Beste Archief Collectie/Project'.
In 2006 werd Kirby verkozen tot nummer één in Comic Book Resources 'Top 100 van beste schrijvers en tekenaars'.